# Sinobirma excavus
Sinobirma excavus är en fjärilsart som beskrevs av Lane 1995. Sinobirma excavus ingår i släktet Sinobirma och familjen påfågelsspinnare. Inga underarter finns listade i Catalogue of Life.